# Nannothemis bella
Nannothemis bella es la única especie del género monotípico Nannothemis, en la familia Libellulidae. Es el anisóptero más pequeño de América del Norte. Está presente en el este de Estados Unidos y en las provincias orientales de Canadá (Ontario, Quebec, Nueva Brunswick y Nueva Escocia). .

## Descripción
Los ejemplares adultos miden entre 18 y 20 mm. El cuerpo (tórax y abdomen) de los machos adultos es de color azul grisáceo, mientras que los machos inmaduros son de color negro. La hembra tiene una coloración muy diferente, con el tórax negro con rayas amarillas y el abdomen negro con patrones de color amarillo que se desvanecen hacia la base.

## Hábitat
Nannothemis bella prefiere las riberas y lagos de aguas fuertemente ácidas, pantanos y estanques de turba.